# Laurent Testot
Laurent Testot, né le 27 septembre 1967, est un journaliste scientifique, conférencier et essayiste français. 
Spécialiste en France de l'approche historique globale, et plus spécialement de l'interaction de l'humain avec la planète sur le temps long. Il est l'auteur de l'essai Cataclysmes. Une histoire environnementale de l'humanité qui a reçu le prix de l'Académie française Léon de Rosen pour la promotion du respect de l'environnement. Il a dirigé plusieurs ouvrages en histoire globale et mondiale dont Histoire globale. Un autre regard sur le monde et La Guerre, des origines à nos jours.

## Publications
Son ouvrage Cataclysmes. Une histoire environnementale de l'humanité, remarqué notamment par l'Académie française, retrace l'histoire de l'humanité sur terre depuis son origine il y a trois millions d'années. Grâce à ses recherches en histoire globale, il parvient à mettre en avant les interactions de l'humain avec la nature. Il montre, à l'aide d'anecdotes et d'évènements fondamentaux, comment l'humain a modifié son environnement et comment celui-ci a transformé l'humain en retour. Faisant appel à des domaines aussi variés que l'histoire, l'anthropologie, l'ethnologie et la géographie, « il relate l'expansion de l'humanité sous le prisme des changements environnementaux » en analysant « le lien qu'entretient l'humanité avec la planète[source insuffisante] ». Il pointe ainsi des problématiques environnementales complexes qui, selon lui, sont susceptibles de mettre en péril l'espèce humaine avant la fin de ce siècle[source insuffisante]. L'ouvrage est sous-tendu par une idée phare : l'homme, depuis toujours, a livré une guerre sans merci à la planète. Laurent Testot démontre, comment Homo sapiens, « singe devenu “superprédateur” de la planète » : après avoir connu la révolution anatomique il y a 3 millions d'années, la révolution cognitive entre -500.000 et -50.000 ans, la révolution morale il y a à peine 2500 ans avec l'apparition des grandes religions, puis enfin la révolution industrielle et énergétique au XIXe siècle, risque fort en fin de parcours « de rester seul roi dans son désert ! ». Ainsi Laurent Testot « jette un regard alarmé sur notre avenir et indique les voies encore possibles pour échapper à un destin préparé de longue date ». Selon lui, une rapide et puissante prise de conscience individuelle et collective suffirait probablement pour échapper à la funeste trajectoire que l'homme a empruntée.
Il est l'auteur d'Homo Canis. Une histoire des chiens et de l'humanité. 
En Février 2020, parait l'ouvrage collectif Collapsus qu'il co-dirige avec Laurent Aillet. Ce dernier livre, écrit par 40 spécialistes des risques d'effondrement de la civilisation, est la « première grande synthèse sur cette question d'urgence »[source insuffisante].

## Histoire globale
Laurent Testot est un des rares spécialistes français en histoire globale[source insuffisante]. Il convoque des domaines aussi variés que la géographie, l'économie, l'anthropologie, les sciences politiques, la sociologie, la psychologie, l'écologie et en étudie les connexions, non seulement entre ces diverses matières, mais aussi entre les civilisations ; et entre les parcours individuels et les destins collectifs qui permettent de penser à la fois le temps long, la globalité de l'histoire mondiale et les interconnexions transversales. Le but est de tenter de mettre à jour les multiples processus qui ont œuvré à faire du monde ce qu'il est devenu. Par la suite, toujours sous l'angle de l'histoire globale, Laurent Testot focalisa son regard en évoquant l'histoire des religions, l'histoire des guerres et enfin l'histoire du chien dans son rapport à l'homme.

## Publications

### Ouvrages
- El Niño, Histoire et géopolitique d'une bombe climatique, co-écrit avec Jean-Michel Valantin, éditions nouveau monde, 2023  (ISBN 978-2-38094-482-2)
- Vortex, Faire face à l'Anthropocène, co-écrit avec Nathanël Wallenhorst, éditions Payot, 2023  (ISBN 978-2-2289-3231-8)
- La Nouvelle Histoire du Monde, éditions Sciences humaines, 2019  (ISBN 978-2-3610-6573-7)
- Homo Canis. Une histoire des chiens et de l'humanité, éditions Payot, 2018  (ISBN 978-2-2289-2164-0)
- Cataclysmes. Une histoire environnementale de l'humanité, éditions Payot, 2017  (ISBN 978-2-2289-1758-2)

- Prix Léon-de-Rosen 2018 de l'Académie française

### Ouvrages collectifs dirigés, co-dirigés ou co-écrits par Laurent Testot
- Collapsus : Changer ou disparaître ? Le vrai bilan sur notre planète, (co-dirigé avec Laurent Aillet), éditions Albin Michel, février 2020  (ISBN 978-2-2264-4897-2).
- La Grande Histoire du Christianisme, éditions Sciences humaines, 2019, co-écrit avec 25 autres auteurs et dirigé par Laurent Testot  (ISBN 978-2-3610-6521-8)
- La Grande Histoire de l'Islam, éditions Sciences humaines, 2018, co-écrit avec 22 autres auteurs et dirigé par Laurent Testot  (ISBN 978-2-3610-6477-8)
- Les Religions. Des origines au IIIe millénaire, éditions Sciences humaines, 2017, sous la codirection de Jean-François Dortier et Laurent Testot  (ISBN 978-2-3610-6403-7)
- Histoire globale. Un autre regard sur le monde, éditions Sciences humaines, 2015, dirigé et co-écrit par Laurent Testot  (ISBN 978-2-3610-6296-5). Réédition augmentée de l'ouvrage original de 2008 aux mêmes éditions
- La Guerre. Des origines à nos jours, éditions Sciences humaines, 2014, codirigé et co-écrit avec Jean-Vincent Holeindre  (ISBN 978-2-3610-6202-6)
- Une histoire du monde global, éditions Sciences humaines, 2012, co-écrit et codirigé avec Philippe Norel  (ISBN 978-2-3610-6029-9)
- La Religion. Unité et diversité, éditions Sciences humaines, 2007, en collaboration avec Jean-François Dortier  (ISBN 978-2-9126-0134-6)